# Haute Cize : Pic d'Herrozate et forêt d'Orion
Haute Cize : Pic d'Herrozate et forêt d'Orion este o arie protejată (arie de protecție specială avifaunistică — SPA) din Franța întinsă pe o suprafață de 6.374 ha, integral pe uscat.

## Localizare
Centrul sitului Haute Cize : Pic d'Herrozate et forêt d'Orion este situat la coordonatele 43°03′28″N 1°10′41″W / 43.0579°N 1.17805°V.

## Înființare
Situl Haute Cize : Pic d'Herrozate et forêt d'Orion a fost declarat arie de protecție specială avifaunistică în baza directivei 79/409 din 1979 referitoare la conservarea păsărilor sălbatice pentru a proteja 51 de specii de animale.

## Biodiversitate
Situată în ecoregiunile alpină și atlantică, aria protejată nu include niciun habitat protejat.
La baza desemnării sitului se află mai multe specii protejate de  păsări (51): vulturul negru (Aegypius monachus), fâsă-de-câmp (Anthus campestris), acvilă de munte (Aquila chrysaetos), acvilă țipătoare mare (Aquila clanga), acvilă țipătoare mică (Aquila pomarina), stârc roșu (Ardea purpurea), ciuf de câmp (Asio flammeus), buha (Bubo bubo), pasărea ogorului (Burhinus oedicnemus), caprimulg (Caprimulgus europaeus), Charadrius morinellus, barză albă (Ciconia ciconia), barză neagră (Ciconia nigra), șerpar (Circaetus gallicus), erete de stuf (Circus aeruginosus), erete vânăt (Circus cyaneus), erete cenușiu (Circus pygargus), dumbrăveancă (Coracias garrulus), ciocănitoare cu spate alb (Dendrocopos leucotos), ciocănitoarea de stejar (Dendrocopos medius), ciocănitoare neagră (Dryocopus martius), egretă albă (Egretta alba), egretă mică (Egretta garzetta), Elanus caeruleus, presură de grădină (Emberiza hortulana), șoim de iarnă (Falco columbarius), Falco eleonorae, Falco naumanni, șoim călător (Falco peregrinus), vânturel de seară (Falco vespertinus), cocor (Grus grus), zăgan (Gypaetus barbatus), vulturul pleșuv sur (Gyps fulvus), codalb (Haliaeetus albicilla), Hieraaetus fasciatus, acvilă pitică (Hieraaetus pennatus), sfrâncioc roșiatic (Lanius collurio), sitar de mal nordic (Limosa lapponica), ciocârlie de pădure (Lullula arborea), gaia neagră (Milvus migrans), gaia roșie (Milvus milvus), vultur egiptean (Neophron percnopterus), stârc de noapte (Nycticorax nycticorax), vultur pescar (Pandion haliaetus), Perdix perdix hispaniensis, viespar (Pernis apivorus), bătăuș (Philomachus pugnax), lopătar (Platalea leucorodia), ploier auriu (Pluvialis apricaria), Pyrrhocorax pyrrhocorax, nagâț (Vanellus vanellus).
Pe lângă speciile protejate, pe teritoriul sitului au mai fost identificate 12 specii de păsări.